# Abadía de Chaalis
La abadía de Chaalis (en francés: abbaye de Chaalis), es un complejo de ruinas, museo y jardines, que se encuentra en Fontaine-Chaalis, cerca de Ermenonville en el departamento de Oise, Francia.
El edificio está declarado «Monuments Historiques», e incluido en la «Base Mérimée», una base de datos de la herencia arquitectónica de Francia, mantenido por el "Ministerio de cultura de Francia", bajo la referencia PA00114690.
Actualmente se utiliza como museo y jardines,  «Abbaye de Chaalis - Fondation Jacquemart-André». El museo cuenta con una rosaleda, Roseraie de l'abbaye de Chaalis.

## Historia
La abadía de Chaalis fue fundada en 1136 por Luis VI de Francia. Previamente había existido un monasterio benedictino en el mismo lugar.
El monasterio fue vendido y demolido durante la Revolución Francesa, pero la mayoría de los edificios estaban ya en un estado ruinoso desde hacía años, debido a la mala gestión por parte de los diferentes abad comendadores.
Entre las ruinas, sobrevive intacta una capilla con importantes frescos, obra de Francesco Primaticcio.
El primer jardín del que se tiene noticias pertenecía a la época de Hippolyte d'Este. En este periodo se construyó el cementerio de los monjes y una gran muralla almenada, abierta por una puerta monumental flanqueada por sus escudos de armas. Este muro es obra del arquitecto italiano Sebastiano Serlio.
El abad-cardenal mandó construir en su interior una pérgola y un aviario. En el siglo XIX, el espacio se utilizó como un jardín de flores ornamentales. En 1998 se construye una rosaleda, según diseño del arquitecto paisajista André Gamard.
La cuenca central del periodo del Renacimiento se instaló gracias a la pintora y coleccionista de arte Nélie Jacquemart

Detalles
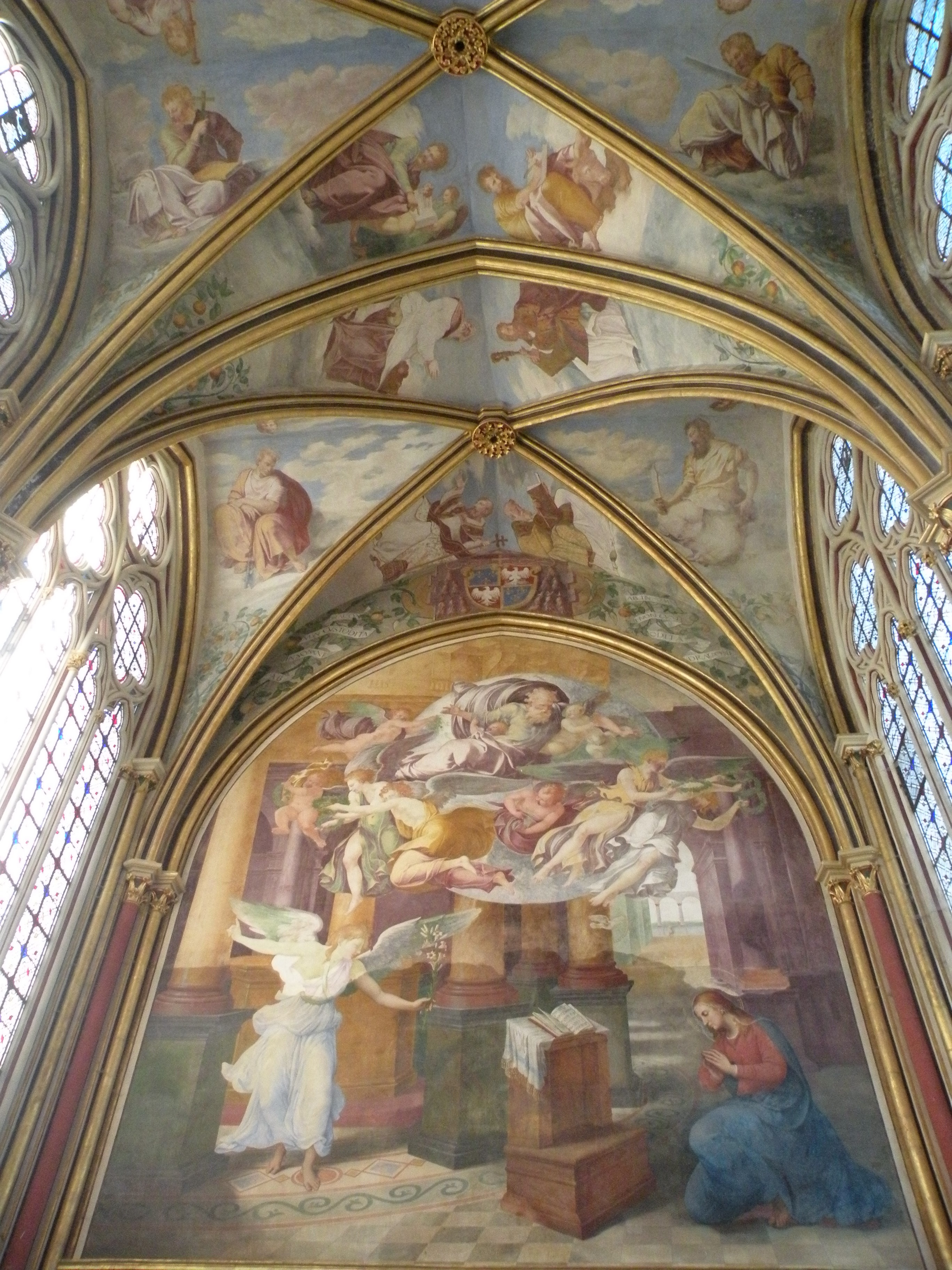
La capilla con la anunciación obra de Francesco Primaticcio.
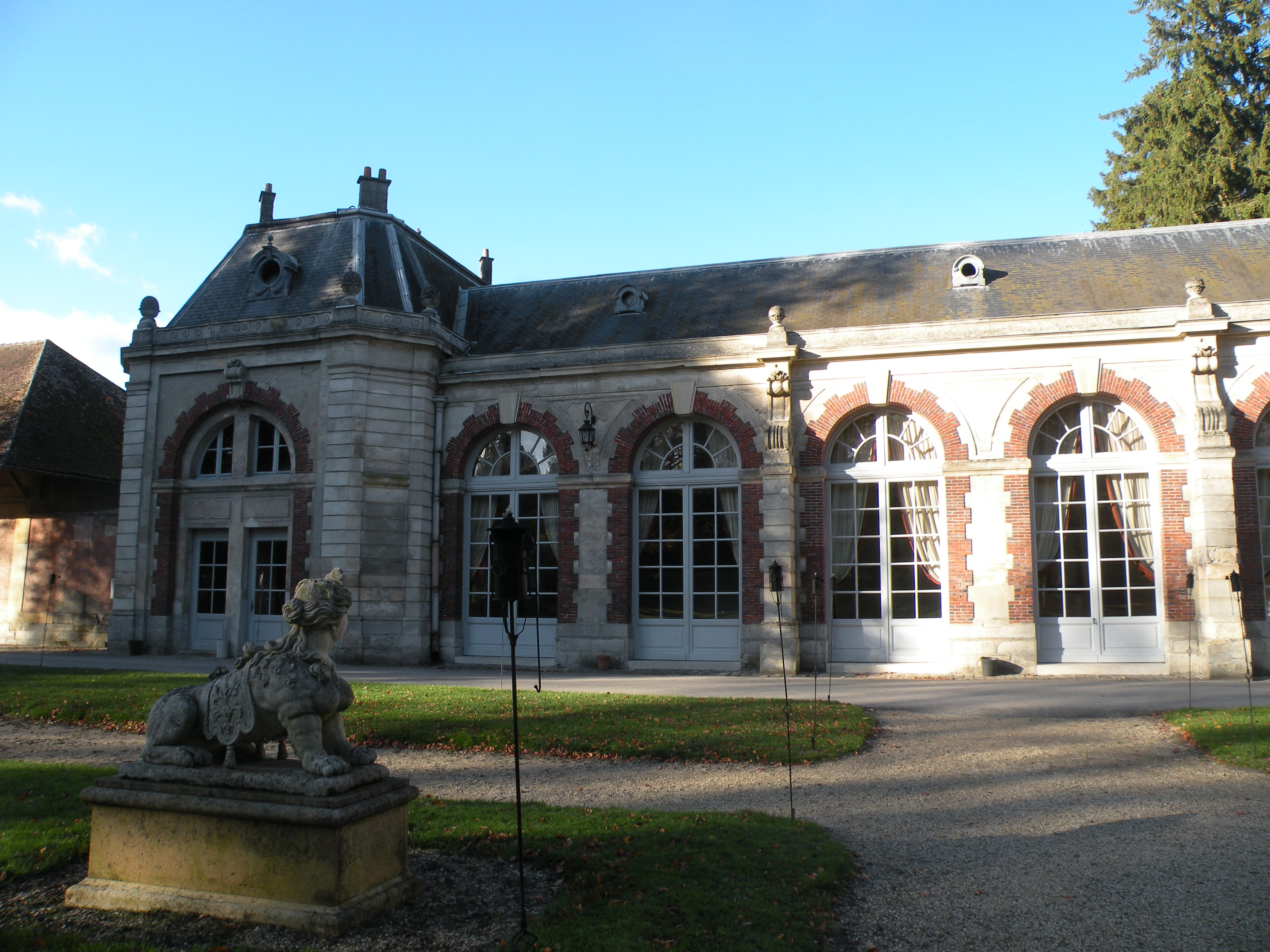
Abbaye de Chaalis, la Orangerie.
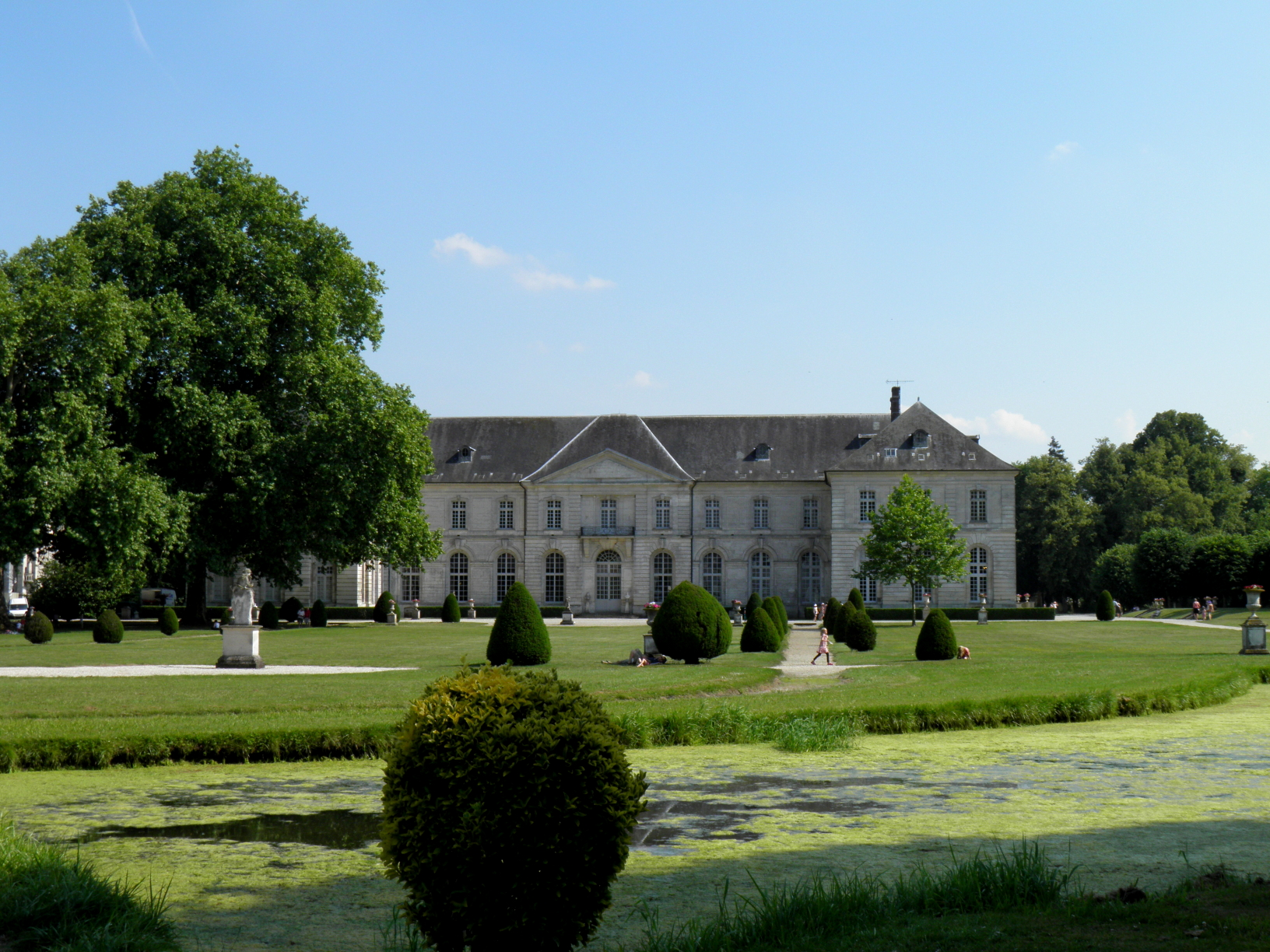
El palacio abacial en el Señorío de L'abbaye de Chaalis.
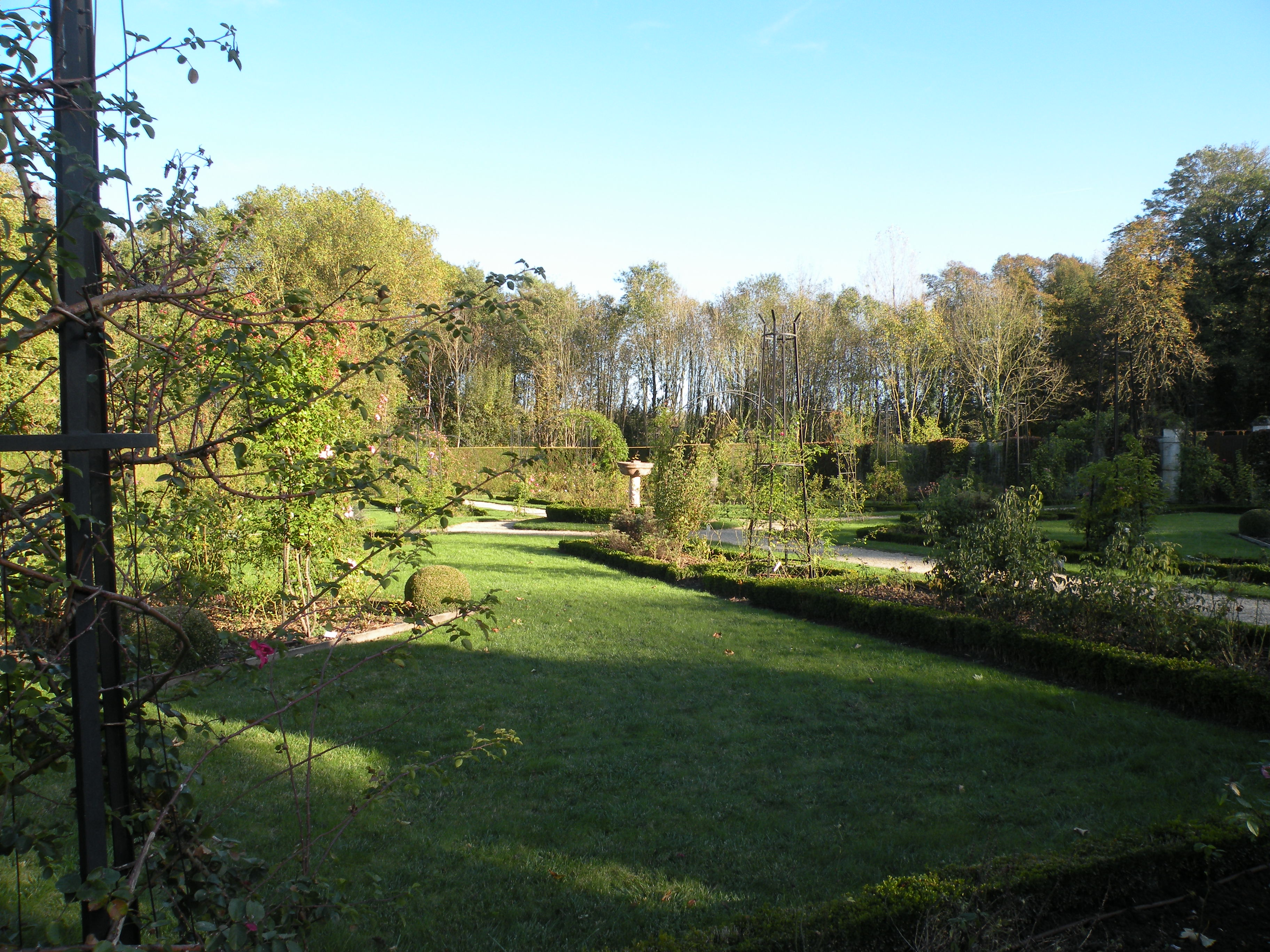
Rosaleda en L'Abbaye de Chaalis.
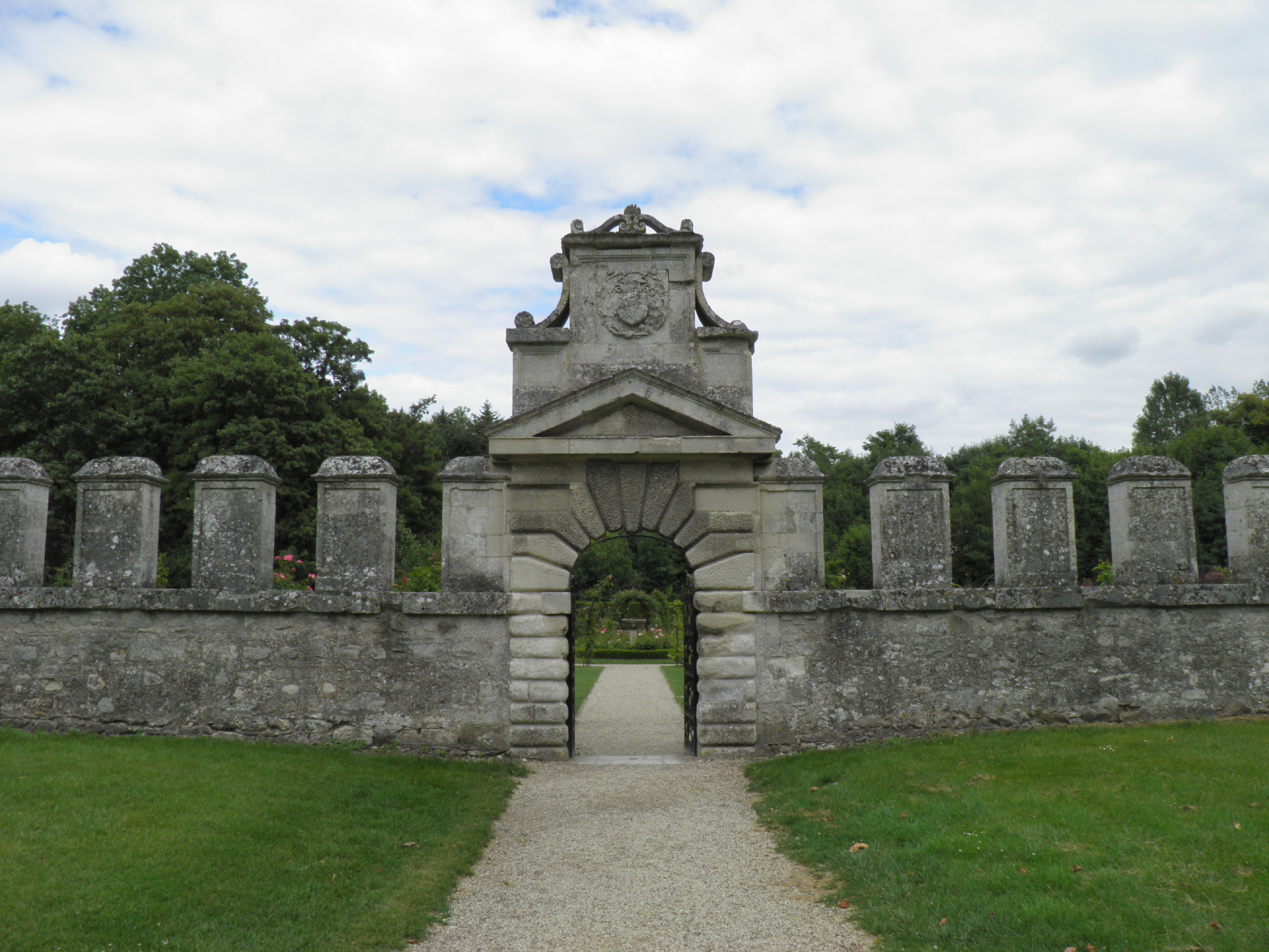
Puerta de entrada a la rosaleda obra atribuida al arquitecto Sebastiano Serlio.

## Museo
El espacio de la antigua abadía es actualmente un museo de arte, el Musée Jacquemart-André.
Al igual que el también llamado Museo Jacquemart-André, ubicado en París, este museo alberga una parte de la colección de obras de arte de Nélie Jacquemart, fallecida en 1912, que donó su colección de obras de arte al Instituto de Francia y pidió que fuera creado un museo en Chaalis, donde había pasado su infancia.
El museo alberga esta rica colección que incluye las siguientes obras:
- Pinturas obra de Giotto, Cima da Conegliano, Luca Signorelli, Francesco Francia, Lorenzo di Credi, Joos van Cleve, Tintoretto, Palma el Joven, Jan Davidsz de Heem, Philippe de Champaigne, Charles Le Brun, Nicolas de Largillière, François Desportes, François Boucher, Rosalba Carriera, Giovanni Paolo Pannini y Jean-Baptiste Greuze;
- Esculturas obra de Baccio Bandinelli, François Girardon, Jean-Antoine Houdon, Augustin Pajou, Jean-Baptiste Lemoyne y Edme-François-Étienne Gois;
- Muebles y artes decorativas;
- Colección de artículos procedentes de la India.

Obras del Musée Jacquemart-André
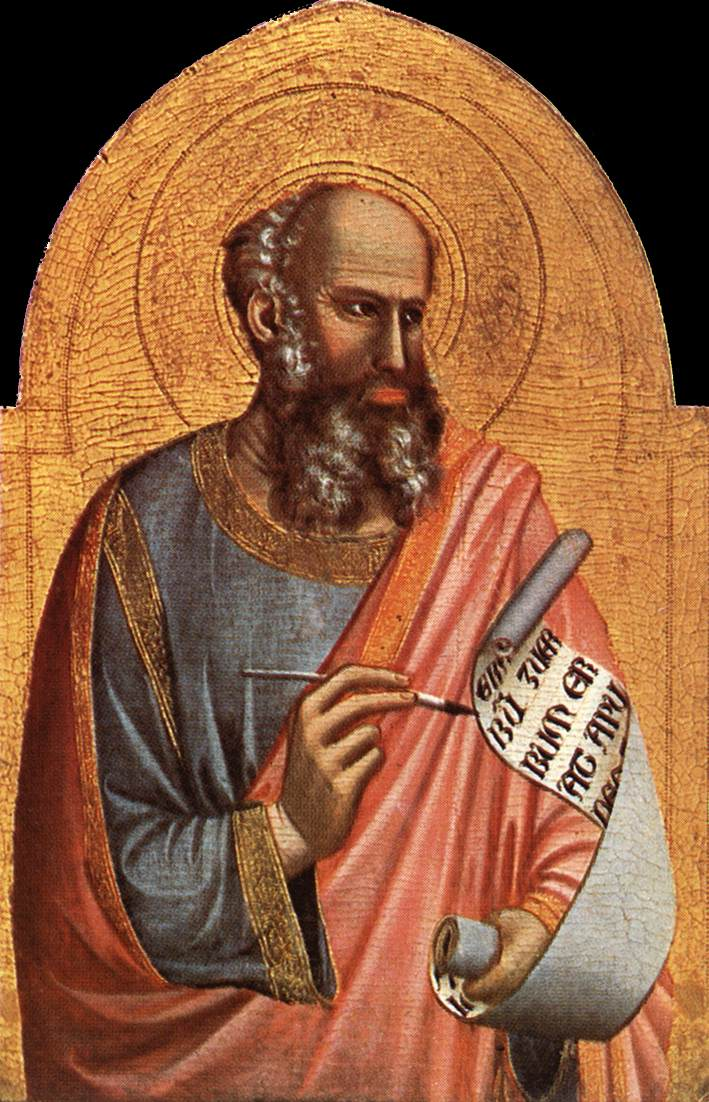
San Juan evangelista obra de Giotto.
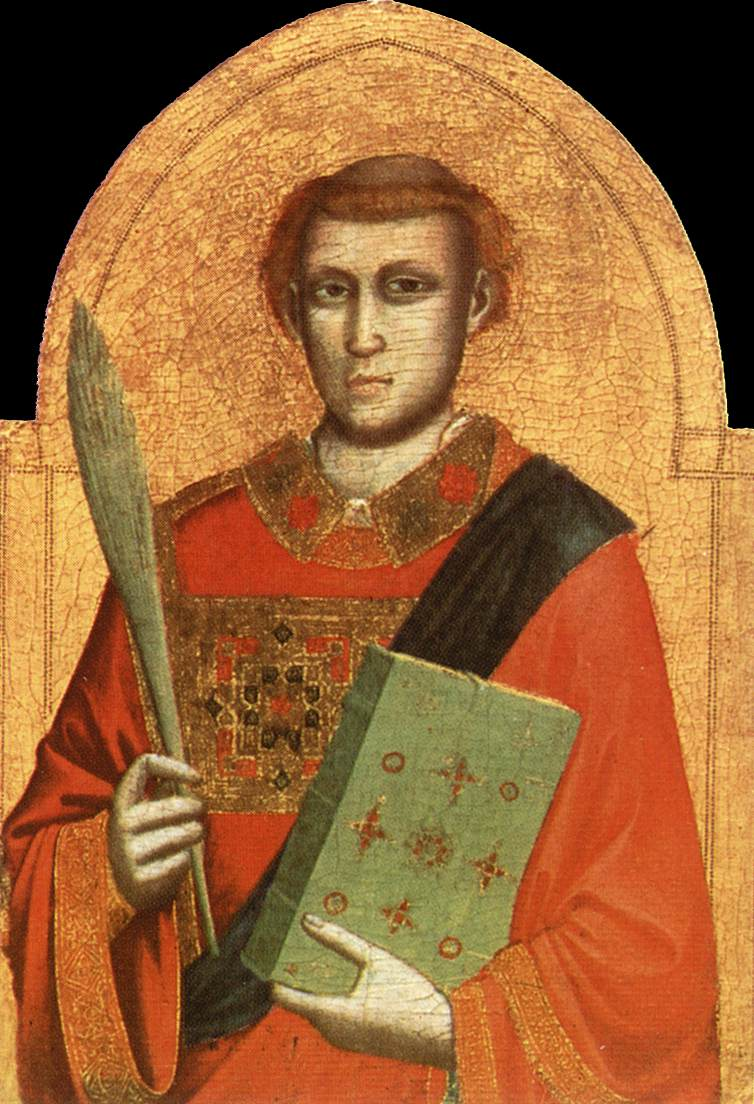
San Lorenzo obra de Giotto.
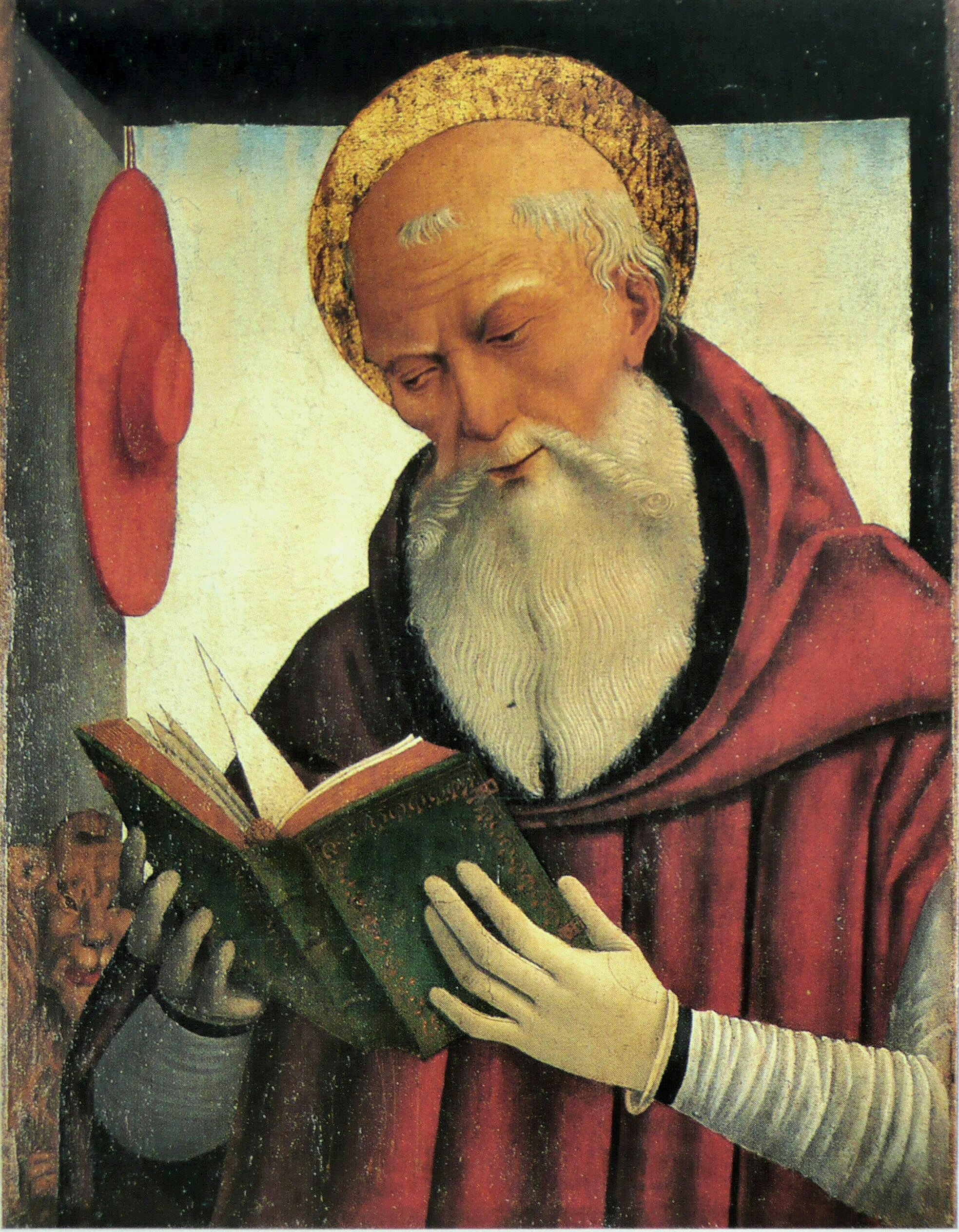
San Jerónimo obra de Domenico Panetti.

## Galería de imágenes

Detalles
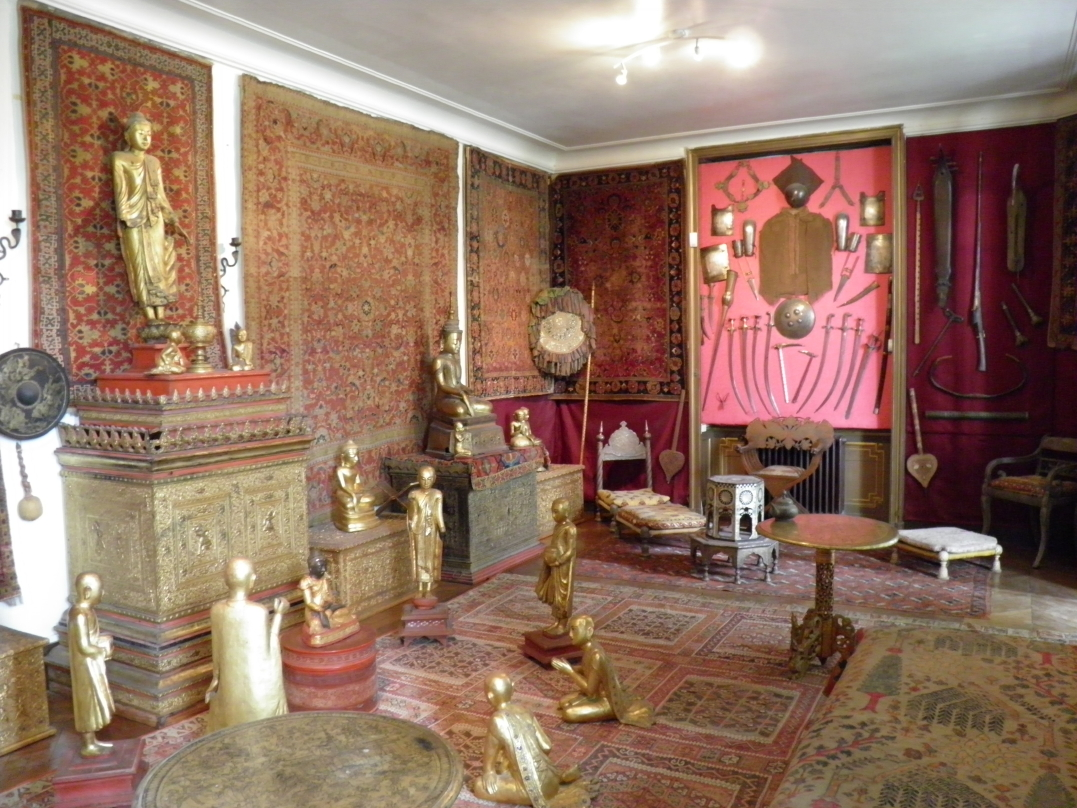
La sala oriental.
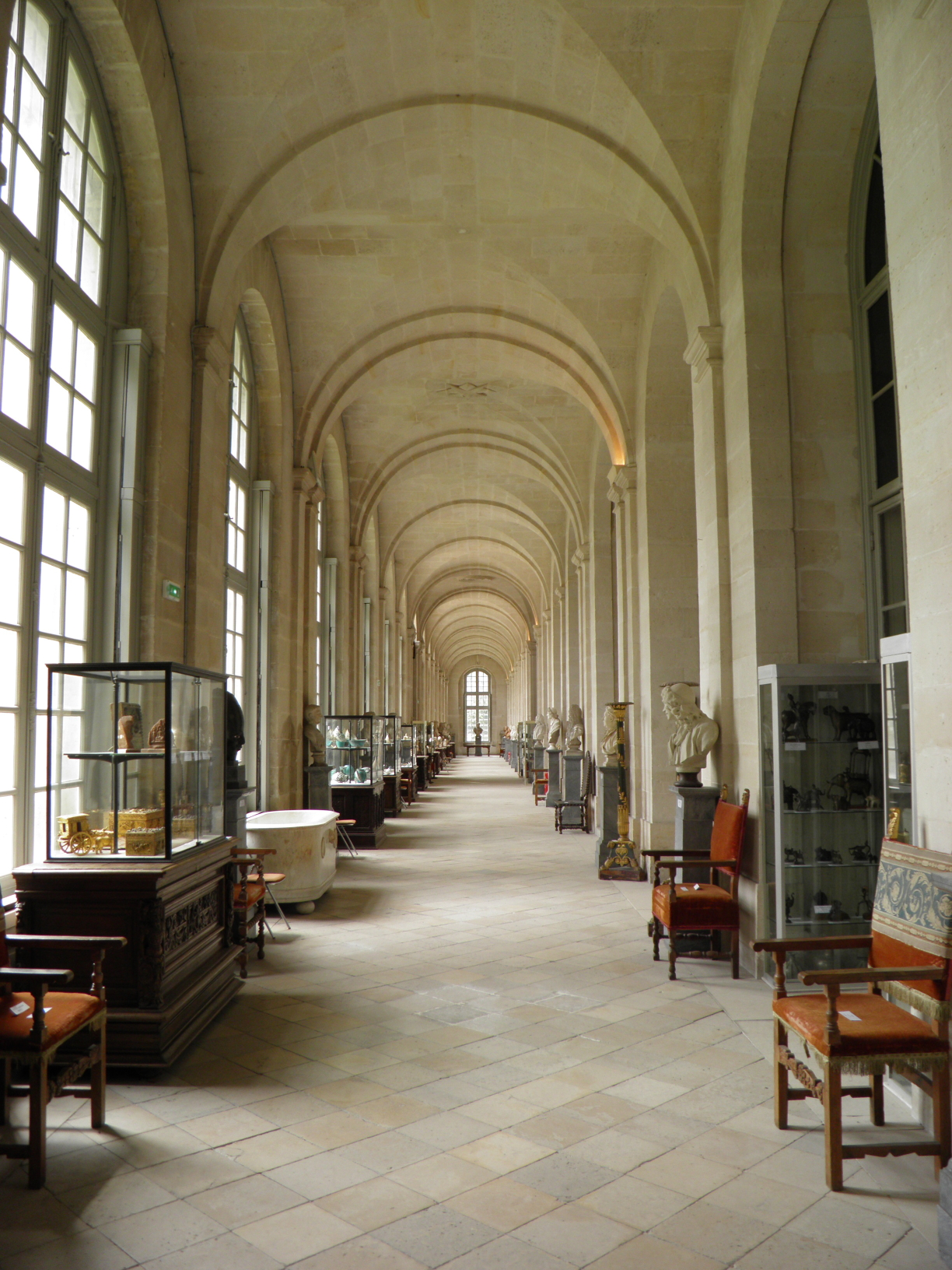
La Grande galerie vista desde el extremo este.
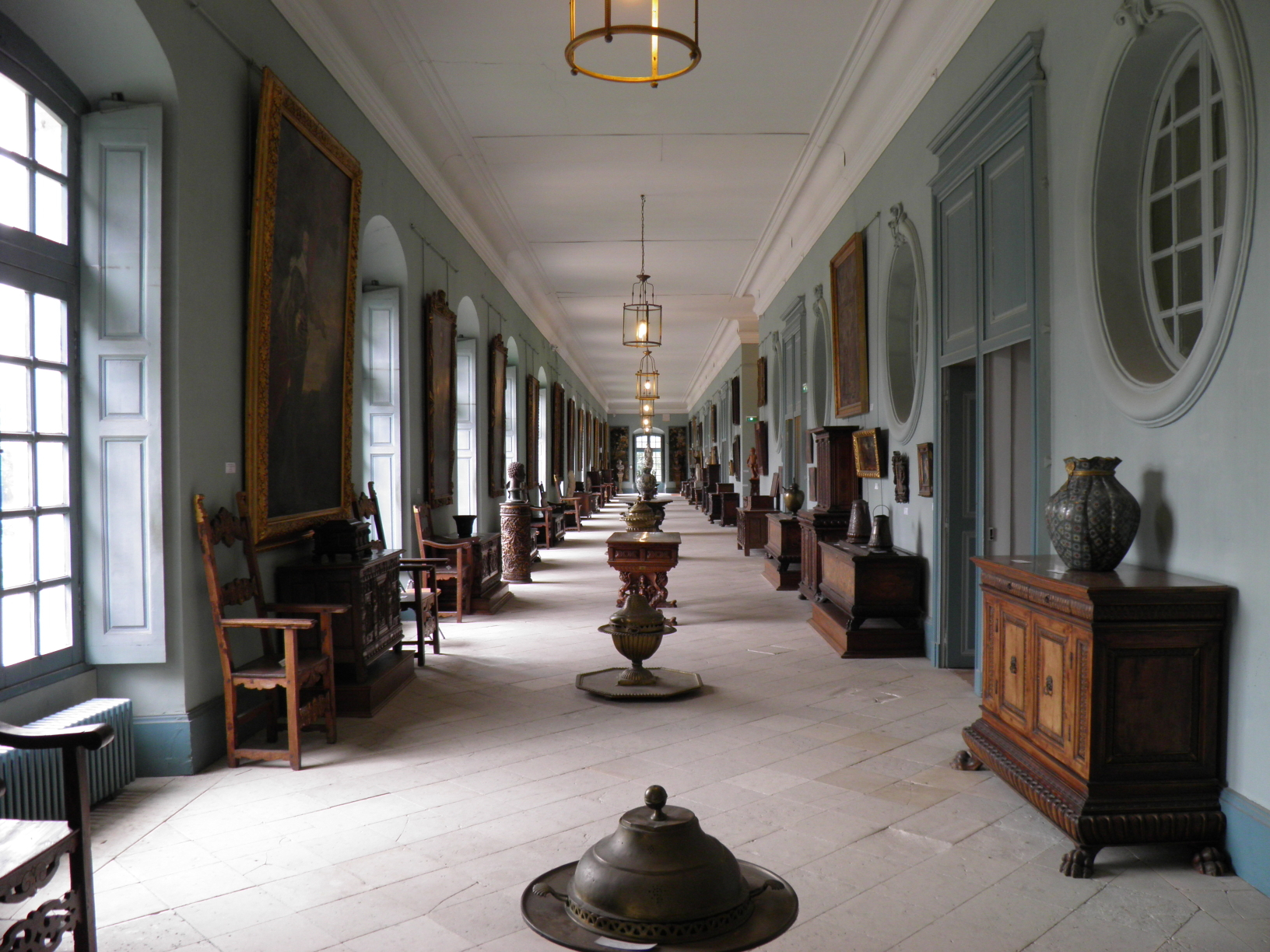
Galeria de la primera planta.